# 2,4,6-三甲基溴苯
2,4,6-三甲基溴苯或2-溴-1,3,5-三甲苯是一种有机化合物，化学式为(CH3)3C6H2Br，它是无色的油状液体，是标准的富电子卤代芳烃底物，可用于交叉偶联反应。它和镁反应可以得到格氏试剂，并用于四均三甲苯二铁的合成：
它可由溴和均三甲苯反应得到：
(CH3)3C6H3  +  Br2   →  (CH3)3C6H2Br  +  HBr